# 地質剖面

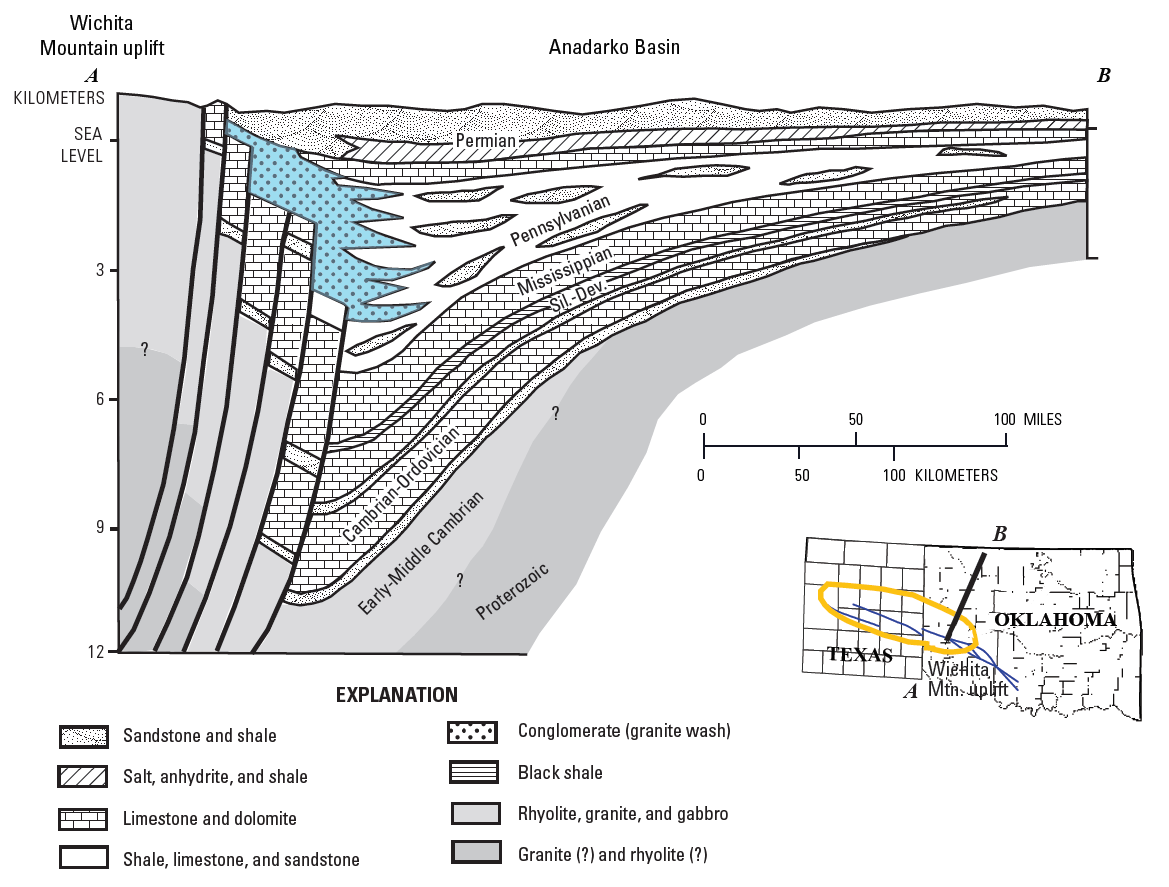
阿納達科盆地 的地質剖面圖。 頂部的字母 A 和 B 對應於較小地圖上標記為 A--B 的線。 在此示例中，垂直比例被誇大

地質剖面（英語：cross-section(geology)）
是一種橫截面示意圖，顯示地層面和構造面與垂直平面相交的地質特徵的圖表，用於說明一個區域的地質結構和地層分佈，包括岩石單元、斷層、地形等。它們通常用於補助俯視的地質圖，闡明該區域的三維結構. 
地質剖面可視爲垂直面地質圖，如同地表已被切開，從側面暴露出地表下的地質結構和地層分佈。以各種線條、顏色、圖案和符號用於表示不同的岩石剖面和特徵。如同俯視地質圖一樣，需用比例小圖表示深度或長度的比例。

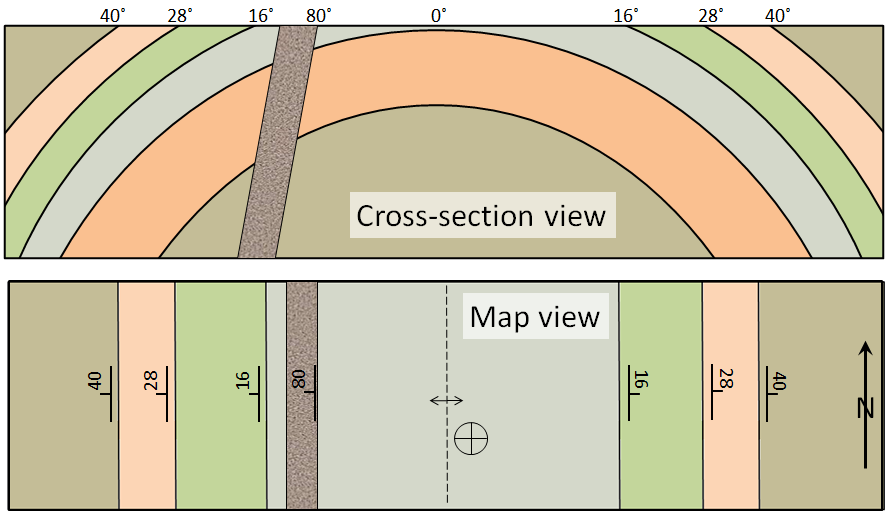
地質剖面顯示一個背斜構造，被一個岩墻穿過，也顯示了走向和傾角資料

地質剖面可包含廣泛的地質資料，這些資料可以包括來自地表、地下和現有地質圖的數據。分析的數據，岩石樣本、結構方位、鑽孔、結構之間的關係、地震勘測等[2]。由於無法直接觀察大部分外來信息，地質剖面存有一些不確定性。